# Spodochlamys caesarea
Spodochlamys caesarea är en skalbaggsart som beskrevs av Hermann Burmeister 1855. Spodochlamys caesarea ingår i släktet Spodochlamys och familjen Rutelidae. Inga underarter finns listade i Catalogue of Life.